# Xanthomonas arboricola pv. pruni
Lo Xanthomonas arboricola pv. pruni è un batterio presente nella lista A2 dell'EPPO, ed è causa della maculatura batterica delle drupacee, malattia molto temuta dagli agricoltori.

## Descrizione
I primi sintomi dello Xanthomonas si notano in primavera sulle foglie basali, sulle quali si possono notare tacche di colore nerastro e di forma poligonale, circondate da un alone clorotico. Le necrosi si dispongono lungo le nervature della foglia, la quale successivamente ingiallisce e cade.
L'attacco ai frutti avviene solo in un secondo momento. I frutti vengono colpiti da piccole lesioni superficiali di colore nero e di contorno irregolare, le quali col passare del tempo si ingrandiscono, si approfondiscono e vengono contornate dallo stesso alone clorotico visibile sulle foglie. I frutti colpiti non cadono, ma perdono completamente il loro valore commerciale.
I sintomi dello Xanthomonas arboricola compaiono solo dopo 48 ore consecutive caratterizzate da temperatura superiore ai 24 °C e umidità vicina al 100%.

## Colonizzazione
Lo Xanthomonas arboricola colonizza le drupacee tramite le gemme o le cicatrici fogliari. Nel primo caso, il batterio penetra all'interno delle gemme in primavera e in estate, e vi risiede durante l'inverno. La primavera successiva ha inizio il ciclo di malattia sulle foglie. Nel secondo caso, il batterio sfrutta la pioggia per penetrare all'interno delle cicatrici fogliari che si creano in seguito alla caduta delle foglie.

## Diffusione
Lo Xanthomonas arboricola infetta principalmente i pescheti dai suoli molto sabbiosi o molto argillosi.
In Europa sono tre gli Stati più colpiti da questo batterio:
- Francia, su pesco e nettarino;
- Spagna, su pesco, susino cino-giapponese e mandorlo;
- Italia, su pesco e susino cino-giapponese. In questo paese lo Xanthomonas è presente da oltre cinquant'anni, soprattutto in Emilia-Romagna e Veneto, le due regioni più danneggiate economicamente da questo batterio, e in misura minore ma non trascurabile in Piemonte, Lazio e Friuli-Venezia Giulia.

La scala di suscettibilità delle varietà di pesco e nettarine nei confronti dello Xanthomonas è diversa di Stato in Stato. Di seguito, la scala di suscettibilità in Italia e negli Stati Uniti.
Italia
- Molto suscettibili: Rich Lady, Summer Rich, Red Valley, O'Henry, Elegant Lady, Flavorcrest, La Fayette.
- Suscettibili: Fairtime, Crimson Lady, Lauree, Rome Star, Red Cal, Fairlane.
- Tolleranti: Red Star, Sagittaria, Royal Gem, Maycrest, Maria Carla.

Stati Uniti
- Molto suscettibili: Candor, Cresthaven, Early Glo, Encore, Harbelle, Harbinger, Harken, Jerseydawn, Norman, Pekin, Ranger, Redkist, Redskin.
- Suscettibili: Biscoe, Earlyrio, Beauty, Garnet, Glohaven, Jerseyqueen, Loring, Sentinel, Summerglo, Sunqueen, Sunshine, Surecrop, Topaz.
- Tolleranti: Autumnglo, Blake, Harmony, Jerseyland, Redcrest, Redhaven, Sweet Sue, Suncrest, Sunhigh, Triogem, Tyler, Velvet, Washington.

## Difesa
Gli agricoltori temono le colonizzazioni dello Xanthomonas arboricola, in quanto annullano il valore commerciale dei frutti colpiti. Tuttavia la lotta contro questo batterio non conosce ancora armi abbastanza efficaci. L'unico rimedio soddisfacente è al momento il rame, nonostante il regolamento UE n. 365/2005 ne permetta l'utilizzo solamente durante l'autunno e l'inverno, in quanto in estate e primavera questo trattamento provoca la caduta delle foglie, generando cicatrici fogliari che possono essere terreno di colonizzazione del batterio. In autunno e inverno, invece, la caduta delle foglie è un fatto naturale, dunque il trattamento non aumenta le possibilità di attacco.
La sostanza attiva del rame viene somministrata sotto forma di solfato, ossicloruro o idrossido. Solitamente gli agricoltori effettuano i trattamenti all'inizio e a metà del periodo di caduta delle foglie (con una dose di 150 g/hl di rame metallo), durante l'ingrossatura delle gemme (con 100 g/hl di rame metallo), e prima e subito dopo le gelate e le grandinate (con 150-200 g/hl di rame metallo).